# Denis Baudouin
Pour les articles homonymes, voir Baudouin.
Denis Baudouin, né le 14 février 1923 à Paris (Seine) et mort le 20 octobre 1995 à Suresnes, est un homme politique français.

## Détail des fonctions et des mandats
Mandat parlementaire
- 24 juillet 1984 - 24 juillet 1989 : Député européen